# Льонок довгохвостий
Льонок довгохвостий, льонок великохвостий (Linaria macroura) — вид трав'янистих рослин родини подорожникових (Plantaginaceae), поширений у Молдові, Україні, європейській частині Росії.

## Опис
Багаторічна рослина 30–60 см заввишки. Чашечка залозисто запушена, з тупими або туповато загостреними часточками. Віночок великий, 18–22 мм завдовжки, з довгим шпорцем 12–16 мм довжиною, з трубкою, вкритою зовні рідкісними залозистими волосками, з жовтою або помаранчевою волосистої випуклістю, яка закриває зев віночка. Суцвіття — верхівкова залозисто запушена багатоквіткова китиця.

## Поширення
Поширений у Молдові, Україні, європейській частині Росії.
В Україні вид зростає на степах і перелогах — на Правобережжі, зрідка; на півдні в Одеській, Миколаївській, Кіровоградській та Херсонській областях; на Лівобережжі в Луганській і Харківській областях; в Криму, більш-менш зазвичай.